# 火之粉
《火之粉》，為日本作家雫井脩介所作的懸疑小說，2003年由幻冬舍出版。2005年改編為電視單元劇，2016年被改編為電視連續劇。

## 登場人物
梶間勲
梶間尋恵
梶間雪見
梶間俊郎
梶間まどか
梶間曜子
満喜子
池本
池本恭子
野見山
紀藤
武内真伍